# Operación Félix

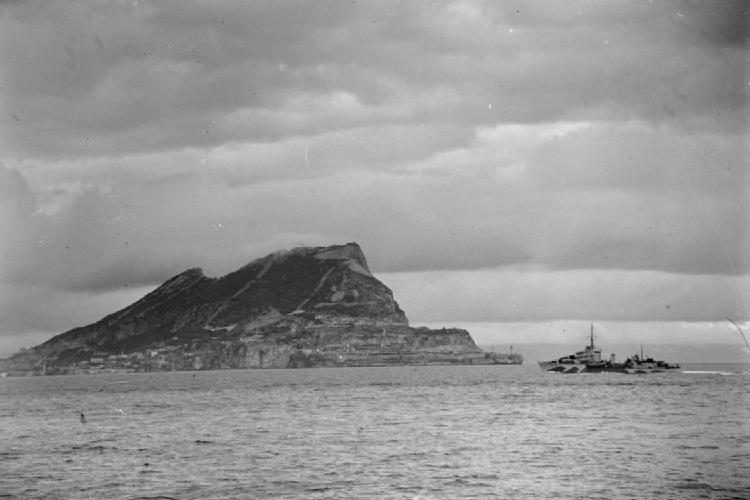
Gibraltar durante la Segunda Guerra Mundial. El HMS Argonaut navegando próximo al Peñón de Gibraltar en noviembre de 1942. La colonia de Gibraltar permitía a los británicos controlar el Mar Mediterráneo y mantener separadas la flota italiana de la flota alemana.

La Operación Félix era el nombre de un plan de las Fuerzas Armadas de la Alemania Nazi, la Wehrmacht, para tomar Gibraltar durante la Segunda Guerra Mundial. Fue programado para el 10 de enero de 1941 pero nunca fue ejecutado debido al fracaso en las negociaciones de la Alemania nazi con la España franquista. Para realizarse la operación se requería la entrada efectiva de España en la guerra a favor de Alemania, pero aquella se mantuvo no beligerante.

## Antecedentes
Después de la rendición de Francia a Alemania en junio de 1940, Hermann Göring aconsejó a Adolf Hitler ocupar España y el Norte de África antes de invadir Gran Bretaña.[cita requerida] Ese mismo mes, antes de la firma del armisticio con Francia, Heinz Guderian también defendió la toma de la plaza de Gibraltar por su posición estratégica como base naval. Guderian llegó incluso a urgir a Hitler a posponer el armisticio hasta que pudiera atravesar España con dos divisiones Panzer, tomando Gibraltar, e invadiendo posteriormente las posesiones francesas en el Magreb.[cita requerida] El general Alfred Jodl, jefe del OKW, presentó un plan a Hitler para aislar a Gran Bretaña de sus posesiones orientales (India, África Oriental y Australia) mediante la conquista de Gibraltar, el Norte de África y el Canal de Suez en vez de invadir las islas británicas.[cita requerida]

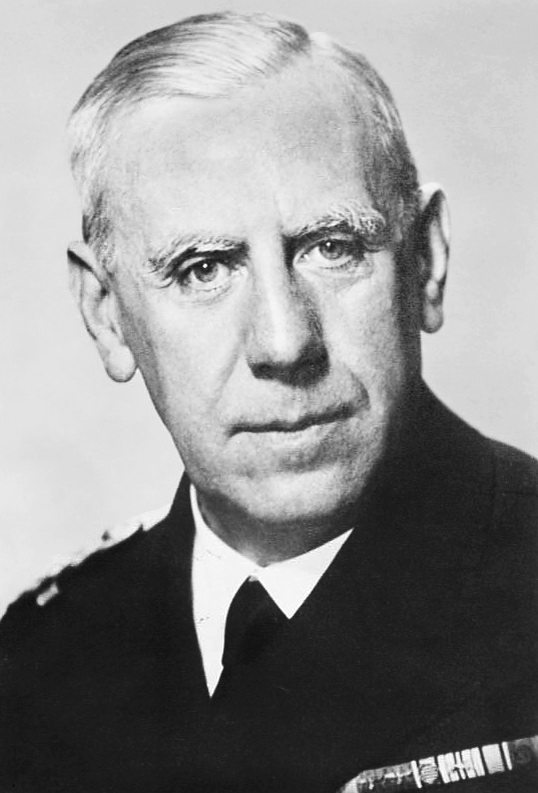
Wilhelm Canaris, jefe de la Abwehr.

El 1 de julio el almirante Wilhelm Canaris, jefe de la Abwehr, fue recibido por el general Franco, después de haberse entrevistado con los ministros de Asuntos Exteriores y del Aire. Canaris le comunicó que de momento Alemania no estaba interesada en la entrada de España en la guerra, pero le pidió que en caso de que Portugal se decantara del lado británico permitiera el paso de tropas alemanas por territorio español, e insinuó que estas tropas podrían recuperar Gibraltar. Franco no accedió, pero le dijo que esa acción la podría realizar el Ejército español si recibía artillería pesada y aviones de Alemania. Ese mismo día el general Franco se entrevistó con el embajador portugués para intentar convencerle de que Portugal abandonara su tradicional amistad con Gran Bretaña porque «Alemania tiene ganada la guerra. Lo máximo que Inglaterra puede hacer era durar un poco más con la esperanza de obtener mejores condiciones de paz que Francia». También alabó a Hitler, «un hombre extraordinario, moderado, sensible, lleno de humanidad y con grandes ideas». De hecho durante la primera semana de julio se desplegaron tropas españolas en la frontera portuguesa.
El 17 de julio el general Franco pronunció un discurso ante el Consejo Nacional de FET y de las JONS agresivamente imperialista y antisemita, salpicado con la retórica fascista y alabanzas a las «fantásticas victorias» de Hitler «en los campos de batalla de Europa», que fue muy elogiado por la prensa italiana y alemana —de hecho al día siguiente Hitler le concedió a Franco la condecoración más alta para un extranjero: la Gran Cruz de Oro de la Orden del Águila Alemana—. Durante el mismo reivindicó Gibraltar.
El 20 de julio Canaris volvió a España para reconocer el área de Gibraltar y trazar planes para un ataque al Peñón. Le acompañó el general Agustín Muñoz Grandes. El 2 de agosto entregó su informe al Oberkommando der Wehrmacht en el que decía que la operación era viable. El equipo de Canaris determinó que para la toma de Gibraltar sería necesario un asalto terrestre apoyado por combate aéreo, con al menos dos regimientos de infantería, tres batallones de ingenieros y 12 regimientos de artillería. El informe declaraba que sin un cañón pesado de asalto de 15 pulgadas no se podría tomar Gibraltar.
La resistencia británica en la batalla de Inglaterra hizo variar la opinión de Hitler y del Estado Mayor alemán sobre la posición de España en la guerra y el 2 de agosto von Ribbentrop comunicó a von Stohrer, embajador alemán en Madrid, que «lo que queremos conseguir ahora es la pronta entrada de España en la guerra». Pero tanto el informe de von Stohrer como el elaborado por el Alto Mando alemán eran muy pesimistas sobre la capacidad militar y económica española para sostener la guerra sin una abundante ayuda alemana en suministros, carburante, municiones y armas —«sin ayuda extranjera, España sólo podía sufragar una guerra de corta duración», concluía el informe del mando alemán—. Así pues, las elevadas peticiones que habían presentado los españoles en junio  «no eran un invento para desalentar a los alemanes», como dijo la propaganda franquista a partir de 1945, sino que eran muy realistas: 400.000 toneladas de gasolina, 600.000 o 700.000 toneladas de trigo, 200.000 toneladas de carbón, 100.000 toneladas de diésel, 200.000 toneladas de petróleo, además de grandes cantidades de materias primas como algodón, caucho, pasta de madera, cáñamo, yute, etc.
El 8 de agosto el general Franco recibía al embajador alemán von Stohrer que portaba la petición expresa de Hitler de que España entrara en la guerra para hacer posible el ataque alemán a Gibraltar. Pero el dictador alegó que antes de dar ese paso era necesario que Alemania satisficiera las aspiraciones españolas  en África y que suministrara las armas, municiones, alimentos, petróleo, etc. que España no recibiría a causa del bloqueo naval británico que se impondría en cuanto entrara en la guerra del lado de las potencias del Eje. El  15 de agosto Franco le escribía a Mussolini que entraría en la guerra «cuando se presente la ocasión favorable». Mussolini le contestó que si esperaba más de la cuenta podría quedarse fuera de las negociaciones que seguirían a la derrota de Gran Bretaña. La reacción de Franco a la respuesta del Duce fue convocar urgentemente al embajador italiano para decirle: «Como siempre el Duce es claro como el agua. Como siempre, dice lo esencial. Si ellas [las potencias occidentales] le hubieran escuchado, no estarían en la caótica situación en la que se encuentran».
El 23 de octubre de 1940 Franco y Hitler mantuvieron la histórica entrevista en Hendaya para intentar resolver los desacuerdos sobre las condiciones españolas para su entrada en la guerra del lado de las potencias del Eje. Sin embargo, después de siete horas de reunión Hitler siguió considerando desorbitadas las exigencias españolas: la devolución de Gibraltar (tras la derrota de Gran Bretaña); la cesión del Marruecos francés y de una parte de la Argelia francesa a España más el Camerún francés que se uniría a la colonia española de Guinea; el envío de suministros alemanes de alimentos, petróleo y armas para paliar la crítica situación económica y militar que padecía España. El único resultado de la entrevista fue la firma de un protocolo secreto en el que Franco se comprometía a entrar en la guerra en una fecha que él mismo determinaría y en el que Hitler garantizaba sólo vagamente que España recibiría «territorios en África».
En el libro Auge y caída del Tercer Reich, de William L. Shirer, se menciona que, según los «papeles del diplomático Galeazzo Ciano», existía un pequeño debate: quizás el dictador español exigía demasiado a Hitler para que España entrase en la operación, o si él actuaba deliberadamente fijando al dictador alemán el precio exageradamente alto. También, Wilhelm Canaris, que retransmitió secretamente la información a Franco sobre los planes alemanes, pudo haber convencido a Franco para que no aceptase las demandas de Hitler.
En mayo de 2012 el MI6 reveló unos documentos secretos en los que se daba a conocer que generales  de Franco fueron sobornados para no entrar en la guerra.

## Preparación y planificación

Despliegue de tropas previsto por el Alto Mando Alemán en la península ibérica y posible respuesta esperada de las tropas aliadas.

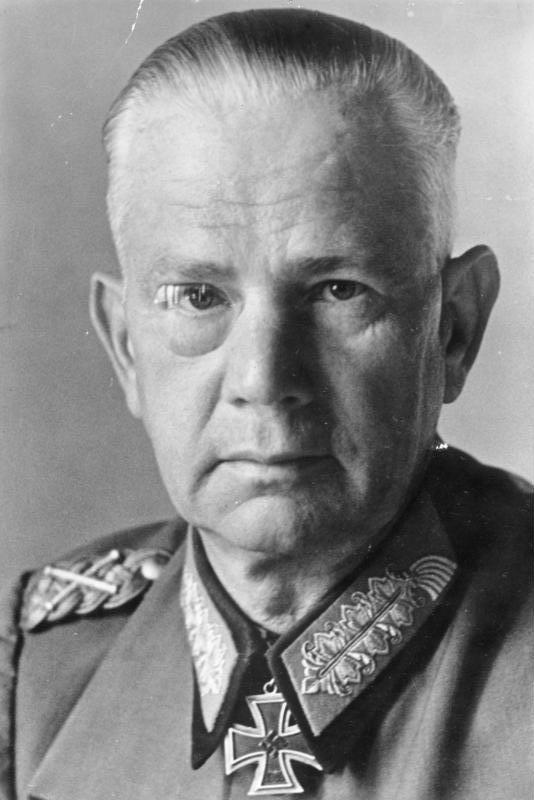
Hitler asignó la operación a Walther von Reichenau (en la imagen) que a su vez dirigiría a dos cuerpos, uno con el objetivo de tomar Gibraltar y otro para cubrir los flancos.

La desastrosa invasión de Grecia por Mussolini provocó que el Oberkommando der Wehrmacht planteara la necesidad del asalto de Gibraltar para cerrar el Mediterráneo a los británicos que estaban apoyando a los griegos. «Sólo entonces, por primera vez, Hitler estuvo lo bastante decidido por la entrada de España en la contienda como para forzar el paso y presionar a Franco».
El 12 de noviembre Hitler ordenó el inicio de los preparativos de la Operación Félix. Se trataba de la Directiva nº18 que establecía las "medidas políticas para inducir la pronta entrada de España en la guerra" y "el objetivo de la intervención alemana en la península ibérica (llamada Felix) era expulsar a los ingleses del Mediterráneo Occidental". También se menciona la posible invasión de Portugal (aliado histórico de Gran Bretaña) y la ocupación posible de las Azores y Madeira. 
La misión consistía en introducir dos cuerpos alemanes en España atravesando los Pirineos. El primero de esos cuerpos, al mando del general Ludwig Kübler cruzaría la península ibérica y asaltaría Gibraltar, mientras que el otro, comandado por el general Rudolf Schmidt se dedicaría a asegurar los flancos. El apoyo aéreo vendría dado por un caza y dos bombarderos en picado. El máximo comandante de la misión fue a asignado al Mariscal de Campo Walther von Reichenau. El plan también contemplaba provisiones para ocupar las posesiones españolas en el Norte de África: Marruecos Español, Río de Oro y las Islas Canarias, cuyos puertos serían usados como bases para los u-boote alemanes.
El orden de batalla sería:
Cuerpo Expedicionario: General Rudolf Schmidt
- 16.º División de Infantería Motorizada  (Valladolid)
- 16.º Panzer División (Cáceres)
- 3.º División Panzer SS Totenkopf  (Sevilla)

49 Gebirgsarmeekorps o Cuerpo de Ejército de Montaña: General Ludwig Kübler
- Regimiento de Infantería Grossdeutschland
- 98.º Regimiento de la 1.ª División de Montaña
- 26 Batallones de artillería media y pesada
- 3 Batallones de observación
- 3 Batallones de Ingenieros
- 2 Batallones de Nebelwerfer
- La División Brandeburgo (destacamento de 150 soldados)
- 150 pequeños vehículos de demolición Goliath operados por control remoto[20]

El 14 de noviembre el embajador alemán le comunicaba a Serrano Suñer la invitación del Führer para que se entrevistara con él en Berchtesgaden. Franco reunió a los ministros militares que estudiaron un documento elaborado por el Estado Mayor de la Armada, del que formaba parte el capitán de navío Luis Carrero Blanco, en el que se señalaba la debilidad marítima española ante un bloqueo de la Royal Navy y los costes económicos de entrar en la guerra, por lo que se aconsejaba que no se emprendiera ninguna acción bélica contra Gibraltar mientras Gran Bretaña conservara el control del canal de Suez.
El 19 de noviembre se celebró la entrevista de Hitler y Serrano Suñer. El Führer le habló de la absoluta necesidad de «cerrar el Mediterráneo» a los británicos tomando Suez y Gibraltar para lo que era imprescindible que España entrara en la guerra y permitiera el paso de las tropas alemanas para atacar Gibraltar. Serrano Suñer le respondió que si Alemania no proporcionaba los suministros que se le habían pedido, España dependía de la buena voluntad de la Armada británica para conseguirlos, y además le recordó la vaguedad de lo acordado en el protocolo secreto de Hendaya respecto de las reivindicaciones españolas en el norte de África. Serrano Suñer regresó a Madrid donde el general Franco respaldó completamente su postura.
El 5 de diciembre, Hitler se reunió con el Alto Mando Alemán y decidió requerir el permiso de Franco para que las tropas alemanas atraviesen España. Se planeó que el General Jodl fuera a España a hacer los preparativos para el ataque tan pronto como Canaris consiguiera el acuerdo con el Generalísimo. 
El 7 de diciembre de 1940 tuvo lugar el encuentro del almirante Canaris con el general Franco en el que le transmitió la petición de Hitler de que el 10 de enero de 1941 permitiera el paso por territorio español de las divisiones alemanas que iban a atacar Gibraltar, prometiéndole que los suministros que había pedido se le entregarían después. Franco respondió que no podía cumplir con el plazo fijado debido a la difícil situación alimentaria que atravesaba España en aquellos momentos y que le hacían depender de la buena voluntad de Gran Bretaña para que llegaran los envíos de trigo que necesitaba a cambio de mantenerse neutral. Además alegó que la captura de Gibraltar podía suponer la pérdida de las islas Canarias a manos de los británicos, con lo que Franco por primera vez ponía en duda la rápida victoria del Eje, una idea que compartía el propio almirante Canaris, quien además estaba en desacuerdo con «el fraudulento juego que se practicaba con los españoles», según confesó más tarde a un alto mando alemán. Según Paul Preston, «la lista de la compra del Caudillo seguía siendo enorme, incluyendo vastos territorios coloniales franceses, y ahora Hitler no le ofrecía más que  convertir Gibraltar en una base alemana y devolvérsela a España después de la guerra». El almirante Canaris a su regreso a Alemania informó de que el general Franco le había explicado que «España podía entrar en guerra solamente en el momento en que Inglaterra estuviera al borde del colapso».

## Cancelación
Después de recibir el informe de Canaris, Hitler decidió cancelar la Operación Felix. Su desacuerdo se reflejó en una carta posterior a Mussolini en la que dijo: «Me temo que Franco está cometiendo el mayor error de su vida». Hitler suspendió la operación porque «estaba convencido de que si se abría camino a través de la península ofrecería a los ingleses la tentación de enviar tropas a España para ayudar a la resistencia local y por tanto abriría un nuevo e indeseado teatro de operaciones». Además, «a la larga, la guerra contra Rusia era más importante para Hitler que una acción marginal. Por tanto, los preparativos para una ofensiva primaveral en el este dejaron a un lado los planes para la toma de Gibraltar». Goebbels anotó en su diario: «Franco no está cumpliendo su parte. Probablemente es incapaz de hacerlo. No tiene carácter. Y la situación dentro de España es todo menos feliz. El hecho de que no tengamos Gibraltar es un serio golpe».
Así pues, «fue el hambre lo que obligó a Franco a echarse atrás en el momento decisivo». Así lo reconoció Serrano Suñer ante el embajador de Italia el 8 de enero: «Si España hubiera obtenido de Alemania lo necesario, no para engrosar sus reservas, sino para la supervivencia cotidiana, España ya estaría en la guerra al lado del Eje. Por desgracia, eso no había ocurrido, y el gobierno español debió contentarse con el odioso chantaje de Inglaterra y de Estados Unidos. Dígale [a Mussolini] que, a pesar de todos los obstáculos, España está preparándose seriamente en la esfera militar para estar a punto en futuras tentativas».
También influyó en la decisión de Hitler de suspender la Operación Félix la derrota de Marsa Matruk que sufrieron las fuerzas italianas en el norte de África —el mismo día de la entrevista entre Canaris y Franco—, lo que ponía fin al intento de invasión de Egipto, y a partir de la cual habían comenzado a retroceder hacia Trípoli empujados por el avance británico —lo que se sumaba a las graves pérdidas sufridas por la marina italiana en la batalla de Tarento—.
Un último intento para cambiar la posición de Franco tuvo lugar el 20 de enero de 1941 cuando el embajador alemán von Stohrer se entrevistó con el Generalísimo para transmitirle la decisión de su gobierno por la que se le conminaba a que en un plazo máximo de veinticuatro horas entrara en la guerra del lado del Eje. Franco pidió más tiempo, y tres días después volvieron a reunirse. Esta vez Stohrer portaba un memorándum de seis puntos que concluía así: «el gobierno alemán actúa de esta manera a fin de evitar que España emprenda a última hora un camino que, según su firme convicción, sólo puede terminar en catástrofe; pues a menos que el Caudillo decida inmediatamente unirse a la guerra de las potencias del Eje, el gobierno alemán no puede sino prever el fin de la España nacional» —Stohrer también era portador de un mensaje de Ribbentrop: «Sin la ayuda del Führer y el Duce hoy no habría España nacional ni Caudillo»—. El 27 de enero mantuvieron una tercera entrevista para pedirle «una vez más al general Franco, una respuesta clara» —el mensaje de Ribbentrop que debía transmitir Stohrer era aún más contundente: «Sólo la entrada inmediata de España en la guerra posee valor estratégico para el Eje y sólo con una rápida entrada puede aún el general Franco prestar a cambio un útil servicio al Eje»—. Pero Franco continuó sin fijar una fecha para la entrada en la guerra. En la primera de las entrevistas Franco le aseguró a von Stohrer que «su fe en la victoria de Alemania aún era la misma» e insistió en que «no era cuestión de si España entraría o no en guerra; eso se había decidido en Hendaya. Era sólo cuestión de cuándo». En la tercera le expuso que «la fecha de nuestra entrada en la guerra está condicionada por requisitos muy inequívocos y concretos, que no son torpes pretextos para retrasar la entrada en la guerra hasta el momento en que puedan recogerse los frutos de una victoria lograda por otros… España desea contribuir materialmente a la victoria, entrar en la guerra y salir de ella con honores».
En febrero de 1941, el OKW anunció a los oficiales que la Operación Félix estaba cancelada por el momento, y que las tropas enmarcadas dentro de la operación quedaban libres para ser utilizadas en cualquier otro lugar.